# Pesthuis

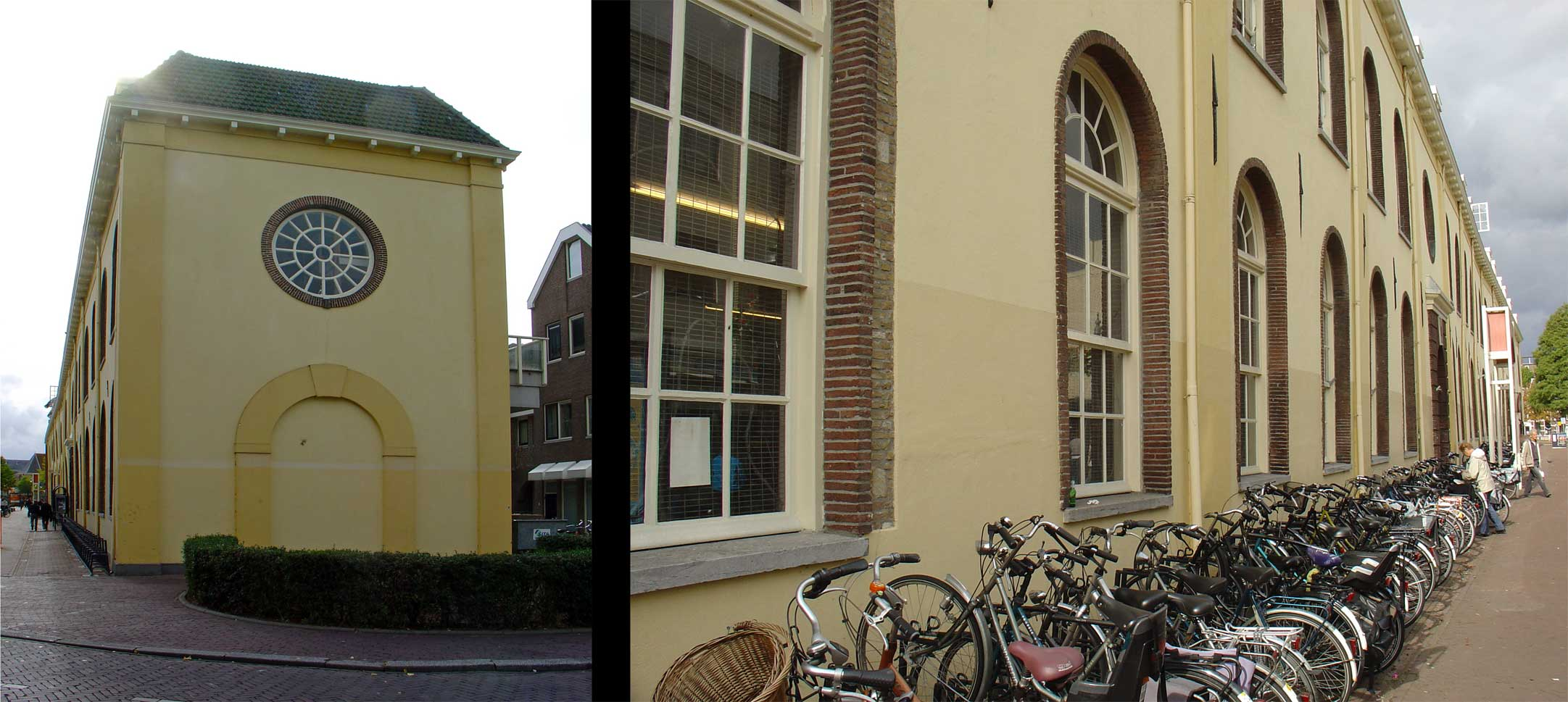
Het voormalige Maria Magdalenaconvent en pesthuis in Gouda, later omgebouwd tot kazerne

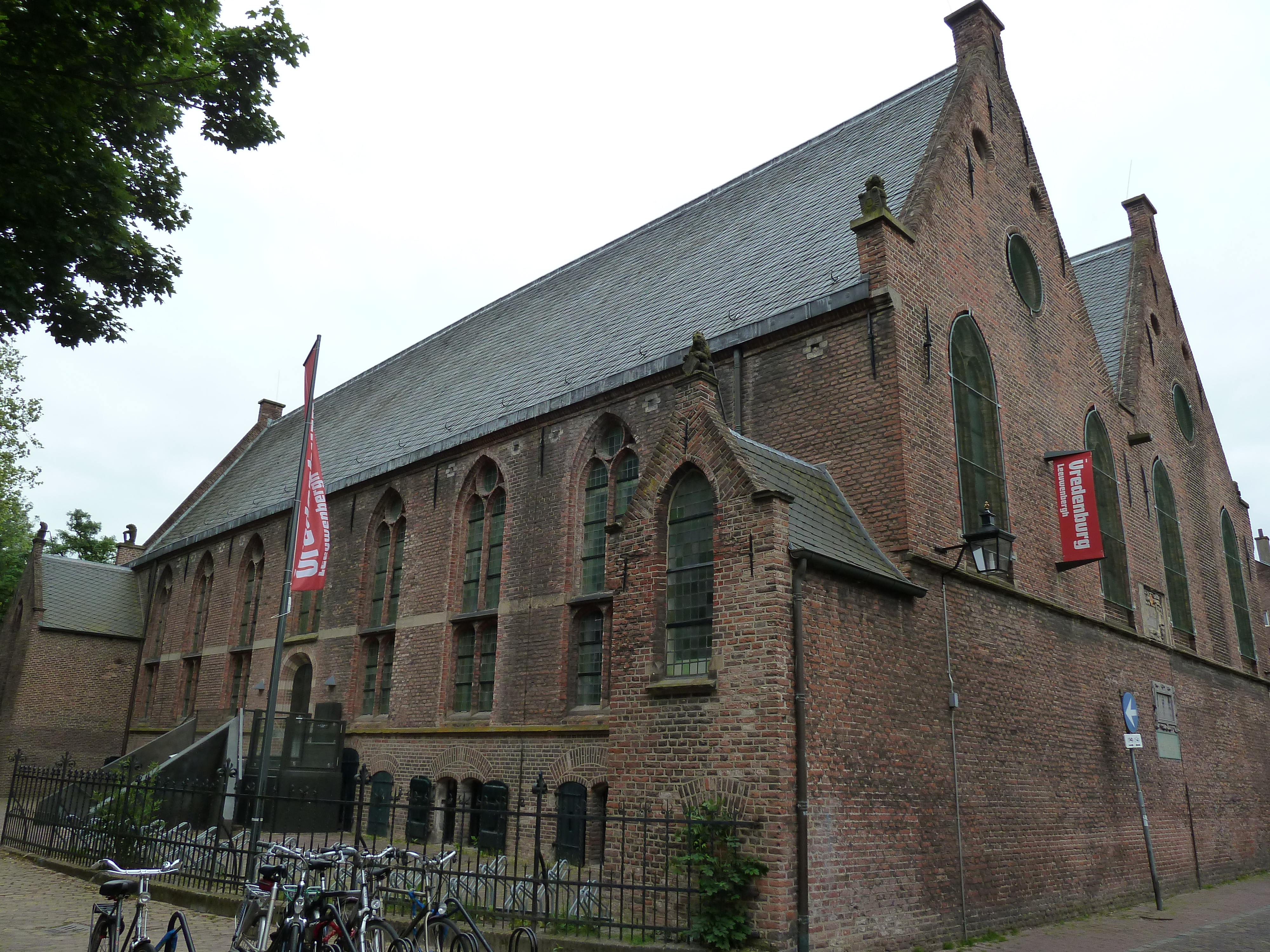
Het Leeuwenbergh Gasthuis in Utrecht werd gebouwd in 1567 als pesthuis maar deed nooit als zodanig dienst

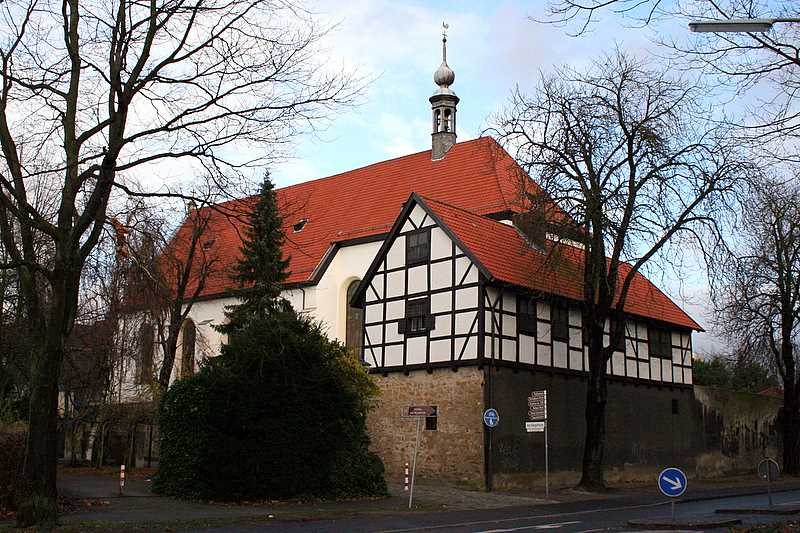
Klooster met pesthuis in de Duitse plaats Werne

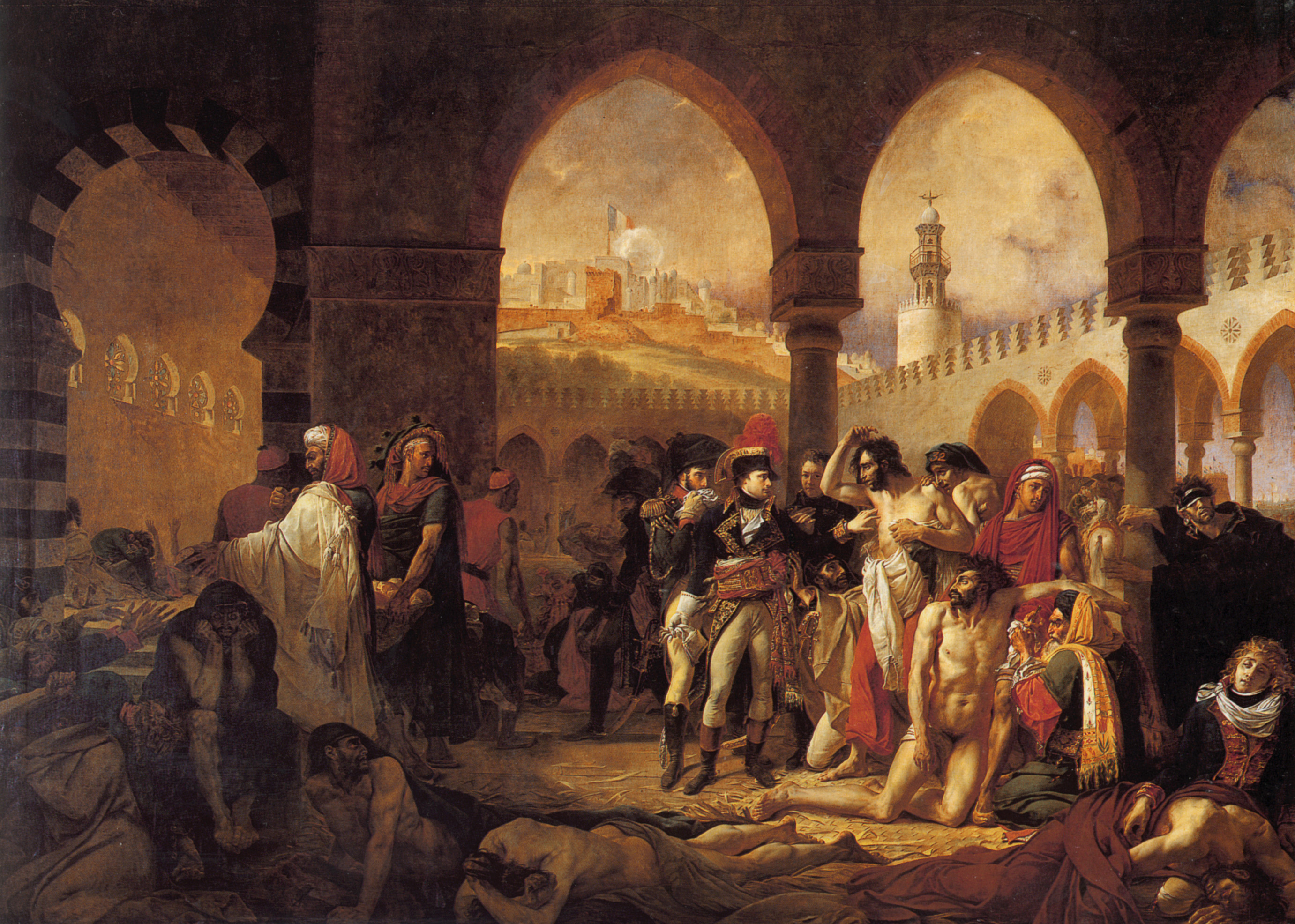
Antoine-Jean Gros (1804): Bonaparte bezoekt het pesthuis in Jaffa

Een pesthuis was een huis waar lijders aan pest en andere besmettelijke ziektes naartoe werden gezonden zodat ze konden worden afgezonderd van de rest van de stadsbewoners. De meeste pesthuizen in Nederland en Vlaanderen werden in de 16e en 17e eeuw gebouwd. Na de laatste pestepidemieën in Europa eind 17e eeuw verloren de pesthuizen hun functie.
Oorspronkelijk werden lijders aan pest geïsoleerd in hun eigen woning. Ze mochten alleen naar buiten als ze een witte vlag of stok droegen, zodat ze herkenbaar waren. Na de middeleeuwen kreeg men door dat het effectiever was om pestlijders samen te brengen in aparte gebouwen buiten de stadsmuren, en ontstonden de eerste pesthuizen.
Allerlei zieken werden naar het pesthuis gebracht, waaronder lijders aan pest, lepra en andere besmettelijke ziektes, maar ook geestelijk zieken. Het was een voorloper van het ziekenhuis, maar door de slechte hygiëne en verzorging werden de patiënten meestal eerder slechter dan beter.
Het pesthuis lag doorgaans buiten de stadsmuren. Vaak moest het pesthuis verplaatst worden als de stad groeide en het pesthuis weer binnen de stadsgrenzen kwam te liggen. In Amsterdam bijvoorbeeld verhuisde het pesthuis van de oorspronkelijke locatie in de binnenstad naar de Overtoom, buiten de stadspoorten. Pestlijders werden met de "pestschuit" via de Pestsloot (de huidige Bosboom Toussaintstraat) naar het pesthuis gebracht.

## Verdwijning
Toen de dreiging van pestepidemieën eind 17e eeuw verdween, verdwenen ook de pesthuizen. Ze werden vervangen door gasthuizen, een vroeg soort ziekenhuis waar patiënten wel enige zorg genoten. Gasthuizen waar besmettelijke ziektes behandeld werden lagen, net als de pesthuizen, vaak buiten de stadsgrenzen en werden daarom Buitengasthuis genoemd.
Na de laatste grote pestepidemie in Amsterdam (1666) werd het Amsterdamse pesthuis een vergaarbak van lijders aan allerlei besmettelijke ziekten, maar ook zwervers en anderen die men graag buiten de stad wilde houden werden hier opgeborgen. Het Amsterdamse pesthuis brandde in 1732 af en werd vervangen door het Buitengasthuis op dezelfde plek.
Veel pesthuizen kregen een andere bestemming en zijn daarom nog bewaard gebleven. Het Pesthuis van Sint-Macharius aan de Brusselsepoortstraat in Gent (gesticht in 1582) werd in 1754 een ruiterijkazerne en in 1835 omgebouwd tot artilleriekazerne. Ook in Gouda werd het 
pesthuis (aan de Varkensmarkt) omgebouwd tot kazerne en bestaat nog steeds.
Het Pesthuis in Leiden kwam pas in 1661 gereed en heeft nooit als zodanig gediend. Het gebouw heeft onder andere dienstgedaan als militair hospitaal, gevangenis en rijksopvoedingsgesticht voor jongens. Van 1949-1986 was er het Legermuseum gevestigd en tot 2016 maakte het deel uit van museum Naturalis.
Het Pestengasthuis van Zwolle doet inmiddels dienst als restaurant.

## Vergelijkbare gebouwen
- Een leprozerie (ook wel leprakolonie of leprozenhuis) was een vergelijkbare inrichting waar lepralijders geïsoleerd werden gehouden van de rest van de bevolking.
- Een lazaret was een huis of schip waar terugkerende zeelui in quarantaine gehouden werden. De term lazaret werd soms ook wel gebruikt als synoniem voor pesthuis.
- Een dolhuis was een huis voor "krankzinnigen", waartoe niet alleen geestelijk zieken maar ook bijvoorbeeld epilepsielijders en dementerenden werden gerekend.